# Hans-Jürgen Langholz
Hans-Jürgen Langholz (* 24. September 1935 in Brunsholt, Landkreis Steinburg, Schleswig-Holstein; † 23. Mai 2024 Upleward b. Emden)  war ein deutscher Agrarwissenschaftler; er war Hochschullehrer für Tierzucht und Produktkunde an der Universität Göttingen sowie langjähriger Leiter der Versuchswirtschaft Relliehausen.

## Leben und Wirken
Von klein auf durch den elterlichen Betrieb der Landwirtschaft verbunden, begann er nach landwirtschaftlicher Lehre mit Gehilfenprüfung 1957 mit dem Studium der Agrarwissenschaften an den Universitäten Kiel und Göttingen, wo er 1961 sein Studium mit der Diplomprüfung abschloss. Während des Studiums wurde Langholz Mitglied der Burschenschaft Frisia Göttingen.
Während seiner am Institut für Tierzucht und Haustiergenetik Göttingen begonnenen Promotion bei Fritz Haring im Jahre 1961 ging er als wissenschaftlicher Assistent 1963 an das Institut für Tierzucht und Haustiergenetik der landwirtschaftlichen Hochschule in Vollebeck nach Norwegen zu Harald Skjervold. Aus dieser Forschungszeit (1963–1965) gingen eine Reihe von richtungsweisenden Veröffentlichungen im Bereich der Besamungszuchtplanung bei landwirtschaftlichen Nutztieren hervor.
In Norwegen lernte Jürgen Langholz auch die Einbindung der Fische in den Kreis der landwirtschaftlichen Nutztiere kennen, ein Ansatz, den er später sehr erfolgreich auch am Göttinger Institut weiterverfolgte. 1964 promovierte er in Göttingen zum Dr.sc.agr. mit der Dissertationsschrift "Die Nachkommenprüfung auf Station als züchterischer Weg zur Verbesserung der Rindfleischerzeugung".
Danach ging er in die Tropen, wo er als Leiter des Tierzuchtprojektes Huey Kaew in Chiangmai im Rahmen der bilateralen deutschen technischen Hilfe begann, die Milchwirtschaft in Thailand zu etablieren.
Jürgen Langholz kehrte 1969 an das Institut für Tierzucht und Haustiergenetik Göttingen zurück, wo er als Assistent und Oberassistent tätig war. Er habilitierte sich 1972 an der Landwirtschaftlichen Fakultät der Universität Göttingen mit einer kumulativen Habilitationsschrift für das Fachgebiet „Tierzüchtung und Haustiergenetik“ und wurde zum Universitätsdozenten ernannt. Er war an der Einführung der kollegialen Leitungsstruktur des Göttinger Tierzuchtinstituts 1972 beteiligt, wurde einer der drei Institutsdirektoren, leitete die Arbeitsgruppen „Tierzucht“ und „Tierhaltung in den Tropen und Subtropen“ und übernahm die wissenschaftliche Leitung der Versuchswirtschaft Relliehausen. 1974 wurde er zum apl. Professor und 1978 mit der Berufung auf den Lehrstuhl für Tierhaltung und Tierzucht an der Universität zum ordentlichen Professor ernannt. Insgesamt war Jürgen Langholz zwölf Jahre (1980–84, 1992–2000) geschäftsführender Direktor des Instituts für Tierzucht und Haustiergenetik und 1986/88 Dekan der Landwirtschaftlichen Fakultät der Georg-August-Universität.

## Forschungsengagements
Sein wissenschaftliches Wirken war geprägt von einer vorausschauenden ganzheitlichen Betrachtung züchterischer und haltungstechnischer Fragen, die ökologische und ökonomische Faktoren umschloss und von der Erzeugung bis zum fertigen Produkt (from farm to table) unter Einbeziehung von Tierschutz und Tiergesundheit reichte. Jürgen Langholz legte den Grundstock für die Entwicklung der „Tierhaltung und Tierzucht in den Tropen und Subtropen“, der „Produktqualität“ und der „Aquakultur“ zu eigenständigen Fachgebieten an der Fakultät. Ein besonderes Ausbauergebnis erwirkte er mit dem Aufbau des Forschungs- und Studienzentrums für Veredlungswirtschaft der Universität Göttingen in Vechta, dessen geschäftsführender Direktor er von 1986 bis 2000 war. Unter seiner Leitung wurden rund 200 Diplomarbeiten, 70 Dissertationen und 4 Habilitationen angefertigt. Die Ergebnisse seiner Forschungsarbeiten wurden in mehr als 300 Veröffentlichungen in wissenschaftlichen und praxisorientierten Zeitschriften, Kongressberichten und Buchbeiträgen publiziert.

## Ehrenamtliche Tätigkeiten
- Vorsitz in der Fachkommission „Grüne Studiengänge“ der Studienreform im Lande Niedersachsen (1980–83)
- Hauptgutachter bei der „International Foundation for Science“ in Stockholm (1976–95)
- Mitglied der Rinderkommission der Europäischen Vereinigung für Tierzucht (1982–2000)
- Mitglied der Arbeitsausschüsse „Tierproduktion am tropischen und subtropischen Standort“(1983–85) und „Tierhaltung“(1983–94)
- Stellv. Vorsitzender des Arbeitsausschusses „Fleischerzeugung“ der Deutschen Gesellschaft für Züchtungskunde (1982–2000)
- Mitglied der Evaluierungskommission des Wissenschaftsrates zur Bewertung der Forschungseinrichtungen auf dem Gebiet der Nutztierwissenschaften sowie der „grünen“ Fakultäten in den neuen Bundesländern (1990–91)
- Mitglied des wissenschaftlichen Beirates des Forschungsinstituts für die Biologie landwirtschaftlicher Nutztiere in Dummersdorf (1993–2001)
- Gutachter im Rahmen der Hochschulstrukturreform in Hessen (1995) und Schleswig-Holstein (1997)
- Gutachter bei der Akkreditierung der landwirtschaftlich-gärtnerischen Studiengänge an der HU Berlin (2000)

## Ehrungen und Auszeichnungen
In Anerkennung seines weltweiten wissenschaftlichen Wirkens auf dem Gebiet der Tierzucht, seiner großen Verdienste um die Einbindung der Fische in die Züchtungsarbeit landwirtschaftlicher Nutztiere, der Etablierung der Fachgebiete tropische Tierzucht, Produktqualität und Aquakultur an der Göttinger Agrarfakultät sowie seiner erfolgreichen nationalen und internationalen Tätigkeiten wurde Langholz 2003 mit der Hermann-von-Nathusius-Medaille der Deutschen Gesellschaft für Züchtungskunde (DGfZ) ausgezeichnet.